# Bik'at ha-Šita
Bik'at ha-Šita (hebrejsky: בקעת השיטה) je údolí v severním Izraeli.
Nachází se v nadmořské výšce okolo 70 metrů mezi obcemi Tel Josef a Bejt ha-Šita. Jde o nevelký severní výběžek většího Charodského údolí o ploše cca 2 × 1 kilometr. Obě výše uvedené vesnice stojí na lokálních vyvýšeninách, mezi nimiž k severu vybíhá údolí Bik'at ha-Šita. Od severu do něj přitékají vádí Nachal Josef a Nachal Kipodan. Vlastní dno údolí je převážně zemědělsky využíváno, s rozsáhlým areálem umělých vodních nádrží. Po jižním okraji údolí prochází dálnice číslo 71. U ní stojí areál věznice Šita.